# Louis Versijp
Louis Marie Versijp (Versyp) (ur. 5 grudnia 1908 w Brugii, zm. 27 czerwca 1988 tamże) – belgijski piłkarz grający na pozycji napastnika. W późniejszych latach również trener.

## Życiorys
Louis Versijp znalazł się w pierwszej drużynie Club Brugge już w roku 1926. Mimo młodego wieku niemal od razu ten bramkostrzelny skrzydłowy zwrócił na siebie uwagę sztabu trenerskiego reprezentacji. Club Brugge nie było wówczas w najwyższej formie, lecz Versijp zawsze się wyróżniał.
Jedne z pierwszych gier w kadrze narodowej rozegrał na igrzyskach olimpijskich 1928 w Amsterdamie oraz mistrzostwach świata 1930 w Urugwaju. Występował również na mistrzostwach świata 1934 na boiskach Włoch. Ogółem dla reprezentacji rozegrał 34 mecze i strzelił osiem bramek. Okazalej wygląda jego dorobek klubowy: do sezonu 1936/1937, po którym zakończył karierę, w barwach Club Brugge rozegrał około 250 spotkań i zdobył około 150 goli.
Po zakończeniu kariery Versijp dołączył do sztabu szkoleniowego ekipy z Brugii, gdzie z początku był tylko asystentem Gérarda Delbeke, lecz po II wojnie światowej awansował do roli pierwszego trenera. Jego debiut przypadł na sezon 1945/1946, gdy Club Brugge było w drugiej lidze. Nie udało mu się jednak utrzymać zespołu, który spadł o klasę niżej. W sezonie 1947/1948 „Blauw-Zwart” zdobyli jednak mistrzostwo trzeciej ligi i awansowali. Kolejny sezon to znów rozpaczliwa walka o utrzymanie do samego końca rozgrywek. Tym razem udało się nie spaść, lecz zarząd klubu nie przedłużył umowy z trenerem Versijpem, którego zmienił na tym stanowisku William Kennedy.
W kolejnych latach Louis dalej zajmował się trenerką, zaczynając od prowincjonalnej ekipy KSK Maldegem. W sezonie 1951/1952, już na ławce AS Oostende KM, Vorsijp walczył o mistrzostwo drugiej ligi. Ostatecznie, głównie z powodu kontuzji reprezentacyjnego bramkarza, Pola Gernaeya, skończyło się na trzeciej lokacie.
W roku 1952 przeniósł się do Cercle Brugge, z którym spadł do trzeciej ligi. Pozostał tam przez dwa lata, a później, na kilka miesięcy przed końcem umowy, został zawieszony za słowne znieważenie sędziego podczas jednego z meczów. Po zakończeniu karencji, przed sezonem 1957/1958 powrócił do Cercle Brugge, tym razem drugoligowego, choć rozpaczliwie walczącego o utrzymanie. Zastąpił tam na stanowisku szkoleniowca Guya Thysa, który wcześniej pełnił w klubie rolę grającego trenera.
W tym samym sezonie AS Oostende KM spadł do trzeciej ligi i znów postanowił sięgnąć po trenera Versijpa, który pozostał tam aż do roku 1963. Później próbował jeszcze swoich sił w prowincjonalnym FC Eeklo, z którym starał się awansować do ligi wojewódzkiej. Ostatecznie nie udało się, a na przeszkodzie stanął Racing Lokeren. Karierę trenerską zakończył około roku 1966. Potem skończył z futbolem i założył kawiarnię, którą prowadził przez wiele lat.